# Borreltijd
Borreltijd was een mockumentary van Arjan Ederveen, Tosca Niterink en Pieter Kramer (regie) uit 1996 en was op de zondagavond laat te zien bij de VPRO op Nederland 3. De serie werd in 1997 herhaald.
De serie was min of meer een vervolg op de programmaserie Kreatief met Kurk. De presentatie was wederom in handen van het duo "Peter van de Pood" (een parodie op Hans van Willigenburg, gespeeld door Arjan Ederveen) en "Ellen B." (een parodie op Mireille Bekooij met een vleugje Ellen Brusse, gespeeld door Tosca Niterink). Het NRC Handelsblad roemde deze typetjes als "de ultieme presentatietrutten van de Nederlandse tv: sloom, lullig en ijdel". Het programma zelf was een parodie op het RTL 4-programma Koffietijd, inclusief een parodie op de titelsong (volgens de aftiteling gezongen door Marielle Tromp en Jan Tekstra).
Terugkerende onderwerpen waren: het mixdrankje van de avond, de mystery guest die een metamorfose onderging (waarin echte 'Bekende Nederlanders', onder andere Henk Mouwe, Nico Zwinkels en Léonie Sazias, zich lieten interviewen alsof het om een serieus programma ging) en korte sketches, die eerder al in Kreatief met Kurk waren uitgezonden. Tevens kon men tijdens de uitzending zogenaamd inbellen (wat de kijker moest doen geloven dat het om een live-uitzending ging).